# Club Atlético Tiro Federal Argentino 2008-2009

## Rosa
| N. |                      | Ruolo | Calciatore                 |
| -- | -------------------- | ----- | -------------------------- |
|    | Paraguay (bandiera)  | P     | Miguel Cárdenas            |
|    | Argentina (bandiera) | P     | Federico Cosentino         |
|    | Brasile (bandiera)   | P     | Silbonei Ferreira de Souza |
|    | Argentina (bandiera) | D     | Juan Ignacio Brown         |
|    | Argentina (bandiera) | D     | Diego Ledesma              |
|    | Argentina (bandiera) | D     | Sebastián Deláguila        |
|    | Argentina (bandiera) | D     | Pablo Ríos                 |
|    | Argentina (bandiera) | D     | Claudio Perez              |
|    | Argentina (bandiera) | D     | Fabian Coronel             |
|    | Argentina (bandiera) | D     | David Charles Perez        |
|    | Argentina (bandiera) | D     | Hugo Urrutti               |
|    | Argentina (bandiera) | D     | Alan Hayes                 |
|    | Argentina (bandiera) | D     | Gonzalo Lovera             |
|    | Argentina (bandiera) | C     | Gastón Martina             |
|    | Argentina (bandiera) | C     | Juan Ignacio Dávola        |
|    | Argentina (bandiera) | C     | Fabián Santacruz           |
|    | Argentina (bandiera) | C     | Lucas Rodriguez Pagano     |

| N. |                      | Ruolo | Calciatore         |
| -- | -------------------- | ----- | ------------------ |
|    | Argentina (bandiera) | C     | Daniel Chaves      |
|    | Argentina (bandiera) | C     | Germán Medina      |
|    | Argentina (bandiera) | C     | Guido Ferreras     |
|    | Argentina (bandiera) | C     | Gustavo Maccarone  |
|    | Argentina (bandiera) | C     | Lucas Sparapani    |
|    | Argentina (bandiera) | C     | Juan Casado        |
|    | Argentina (bandiera) | C     | Luis Yamil Garnier |
|    | Argentina (bandiera) | C     | Gastón Menicocci   |
|    | Argentina (bandiera) | C     | Cristian Morales   |
|    | Argentina (bandiera) | C     | Pablo Bezombe      |
|    | Argentina (bandiera) | C     | Paulo Romero       |
|    | Argentina (bandiera) | C     | Eduardo Vilce      |
|    | Argentina (bandiera) | A     | Facundo Castillón  |
|    | Argentina (bandiera) | A     | Federico Bugatti   |
|    | Argentina (bandiera) | A     | Bernardo Cuesta    |
|    | Argentina (bandiera) | A     | Javier Rossi       |